# Юханссон-Норгрен, Бритта
Бритта Йоханна Хелена Юханссон-Норгрен (швед. Britta Johanna Helena Johansson Norgren, род. 30 марта 1983 года в Бялинге, Швеция) — шведская лыжница, двукратная призёрка чемпионатов мира в эстафете, победительница этапов Кубка мира. Универсал, но более склонна к спринтерским гонкам. 
В Кубке мира Юханссон-Норгрен дебютировала в 2003 году, в марте 2007 года одержала свою первую победу на этапе Кубка мира, в эстафете. Всего на сегодняшний момент имеет 2 победы на этапах Кубка мира, обе в командных соревнованиях. В личных гонках не поднималась выше 8-го места. Лучшим достижением Юханссон-Норгрен в общем итоговом зачёте Кубка мира является 30-е место в сезоне 2008-09. 
На Олимпиаде-2006 в Турине  показала следующие результаты: эстафета - 4-е место, спринт - 13-е место, 10 км классикой - 11-е место, масс-старт 30 км - 28-е место, дуатлон 7,5+7,5 км - 15-е место.
На Олимпиаде-2010 в Ванкувере, стала 29-й в гонке на 10 км и 53-й в дуатлоне 7,5+7,5 км.
За свою карьеру принимала участие в 3 чемпионатах мира, завоевала бронзовую медаль в эстафете на чемпионате-2009 и серебро в эстафете в 2011 году.
Использует лыжи и ботинки производства фирмы Fischer. 